# Dschabal Kawr
Der Dschabal Kawr (arabisch جبل كور Dschabal Kaur, DMG Ǧabal Kaur) ist der zweithöchste Berg des Oman im Gebirge Dschabal al-Achdar. Er erreicht eine Höhe von etwa 2730 Metern. Seine Schartenhöhe beträgt 1718 m und die Dominanz liegt bei 26,77 km. Der nächstgelegene höhere Berg ist der Dschabal Schams.